# Margot van Geffen
Margot van Geffen (ur. 23 listopada 1989 w Tilburgu) – holenderska hokeistka na trawie. Złota medalistka olimpijska z Londynu, oraz srebrna medalistka igrzysk w Rio de Janeiro (2016).
Występuje w obronie. Zawody w 2012 były jej pierwszymi igrzyskami olimpijskimi, w kadrze debiutowała w 2011. W reprezentacji Holandii zagrała 16 razy. Znajdowała się wśród zwyciężczyń Champions Trophy w 2011 oraz mistrzostw Europy w tym samym roku.